# Winter World University Games 2025/Teilnehmer (Estland)
| Gelbes Symbol für Goldmedaillen mit stilisierten Olympischen Ringen | Graues Symbol für Silbermedaillen mit stilisierten Olympischen Ringen | Braundes Symbol für Bronzemedaillen mit stilisierten Olympischen Ringen |
| ------------------------------------------------------------------- | --------------------------------------------------------------------- | ----------------------------------------------------------------------- |
| 1                                                                   | 3                                                                     | —                                                                       |

Estland nahm mit 13 Athleten (7 Männer und 6 Frauen) an den Winter World University Games 2025 in Turin teil.

## Medaillen

### Medaillenspiegel
| Rang   | Sportart         | Gold | Silber | Bronze | Gesamt |
| ------ | ---------------- | ---- | ------ | ------ | ------ |
| 1      | Skilanglauf      | 1    | 2      | –      | 3      |
| 2      | Freestyle-Skiing | –    | 1      | –      | 1      |
| Gesamt | Gesamt           | 1    | 3      | 0      | 4      |

### Medaillengewinner
| Name/n         | Sportart         | Wettkampf                   |
| -------------- | ---------------- | --------------------------- |
| Gold           |                  |                             |
| Keidy Kaasiku  | Skilanglauf      | 20 km Massenstart klassisch |
| Silber         |                  |                             |
| Stefan Sorokin | Freestyle-Skiing | Slopestyle                  |
| Kaidy Kaasiku  | Skilanglauf      | 20 km Massenstart klassisch |
| Kaidy Kaasiku  | Skilanglauf      | Sprint klassisch            |

## Teilnehmer nach Sportarten

### Biathlon
| Athleten        | Wettbewerbe      | Zeit        | Fehler      | Rang |
| --------------- | ---------------- | ----------- | ----------- | ---- |
| Frauen          |                  |             |             |      |
| Pauline Puusaar | 7,5 km Sprint    | 28:16,9 min | 5 (3+2)     | 41   |
| Pauline Puusaar | 10 km Verfolgung | LAP         | LAP         | LAP  |
| Pauline Puusaar | 12,5 km Einzel   | 48:30,9 min | 8 (2+4+1+1) | 38   |

### Eiskunstlauf
| Athleten            | Wettbewerbe | Kurzprogramm/ Rhythmustanz | Kurzprogramm/ Rhythmustanz | Kür    | Kür  | Gesamt | Gesamt |
| Athleten            | Wettbewerbe | Punkte                     | Rang                       | Punkte | Rang | Punkte | Rang   |
| ------------------- | ----------- | -------------------------- | -------------------------- | ------ | ---- | ------ | ------ |
| Frauen              |             |                            |                            |        |      |        |        |
| Kristina Lisovskaja | Einzel      | 51,59                      | 9                          | 90,70  | 17   | 142,29 | 14     |
| Nataly Langerbaur   | Einzel      | 46,35                      | 17                         | 91,25  | 15   | 137,60 | 16     |
| Männer              |             |                            |                            |        |      |        |        |
| Arlet Levandi       | Einzel      | 63,29                      | 15                         | 139,12 | 9    | 202,41 | 10     |
| Jegor Martšenko     | Einzel      | 55,88                      | 23                         | 98,70  | 23   | 154,58 | 23     |

### Freestyle-Skiing
| Athleten       | Wettbewerbe | Qualifikation | Qualifikation | Finale | Finale | Rang   |
| Athleten       | Wettbewerbe | Punkte        | Rang          | Punkte | Rang   | Rang   |
| -------------- | ----------- | ------------- | ------------- | ------ | ------ | ------ |
| Männer         |             |               |               |        |        |        |
| Mattias Treial | Big Air     | DNS           | DNS           | DNS    | DNS    | DNS    |
| Mattias Treial | Slopestyle  | 52,00         | 12            | 52,75  | 10     | 10     |
| Stefan Sorokin | Big Air     | 86,00         | 3             | DNS    | DNS    | 12     |
| Stefan Sorokin | Slopestyle  | 87,75         | 1             | 84,75  | 2      | Silber |

### Ski Alpin
| Athleten            | Wettbewerbe  | 1. Lauf     | 1. Lauf | 2. Lauf | 2. Lauf | Gesamt | Gesamt |
| Athleten            | Wettbewerbe  | Zeit        | Rang    | Zeit    | Rang    | Zeit   | Rang   |
| ------------------- | ------------ | ----------- | ------- | ------- | ------- | ------ | ------ |
| Männer              |              |             |         |         |         |        |        |
| Hans Markus Danilas | Riesenslalom | 1:10,28 min | 79      | DNS     | DNS     | DNF    | DNF    |
| Hans Markus Danilas | Slalom       | DNF         | DNF     | DNF     | DNF     | DNF    | DNF    |

### Skilanglauf
| Athleten      | Wettbewerbe                 | Zeit          | Rang   |
| ------------- | --------------------------- | ------------- | ------ |
| Frauen        |                             |               |        |
| Kaidy Kaasiku | 10 km Freistil              | 28:56,6 min   | 8      |
| Kaidy Kaasiku | 20 km Massenstart klassisch | 1:04:07,2 min | Silber |
| Keidy Kaasiku | 10 km Freistil              | 29:05,6 min   | 10     |
| Keidy Kaasiku | 20 km Massenstart klassisch | 1:03:49,4 min | Gold   |
| Männer        |                             |               |        |
| Ralf Kivil    | 10 km Freistil              | 24:59,5 min   | 11     |
| Ralf Kivil    | 20 km Massenstart klassisch | DSQ           | DSQ    |
| Olle Jaama    | 20 km Massenstart klassisch | DNS           | DNS    |

| Athleten                 | Wettbewerbe         | Qualifikation | Qualifikation | Viertelfinale | Viertelfinale | Halbfinale    | Halbfinale    | Finale        | Finale        | Rang   |
| Athleten                 | Wettbewerbe         | Zeit          | Rang          | Zeit          | Rang          | Zeit          | Rang          | Zeit          | Rang          | Rang   |
| ------------------------ | ------------------- | ------------- | ------------- | ------------- | ------------- | ------------- | ------------- | ------------- | ------------- | ------ |
| Frauen                   |                     |               |               |               |               |               |               |               |               |        |
| Kaidy Kaasiku            | Sprint klassisch    | 3:33,79 min   | 2             | 3:29,63 min   | 1             | 3:30,29 min   | 1             | 3:35,42 min   | 2             | Silber |
| Keidy Kaasiku            | Sprint klassisch    | 3:35,88 min   | 6             | 3:33,67 min   | 2             | ausgeschieden | ausgeschieden | ausgeschieden | ausgeschieden | 12     |
| Männer                   |                     |               |               |               |               |               |               |               |               |        |
| Ralf Kivil               | Sprint klassisch    | 3:09,79 min   | 22            | 3:02,39 min   | 3             | ausgeschieden | ausgeschieden | ausgeschieden | ausgeschieden | 13     |
| Mixed                    |                     |               |               |               |               |               |               |               |               |        |
| Keidy Kaasiku Ralf Kivil | Teamsprint Freistil | 7:12,71 min   | 10            | —             | —             | —             | —             | 23:04,34 min  | 8             | 8      |

### Ski-Orientierungslauf
| Athleten                   | Wettbewerbe | Zeit      | Rang |
| -------------------------- | ----------- | --------- | ---- |
| Frauen                     |             |           |      |
| Liis-Marii Kaso            | Sprint      | 14:48 min | 14   |
| Männer                     |             |           |      |
| Olle Jaama                 | Sprint      | 14:02 min | 13   |
| Mixed                      |             |           |      |
| Liis-Marii Kaso Olle Jaama | Staffel     | 48:43 min | 9    |